# 4. Fallschirmjäger-Division

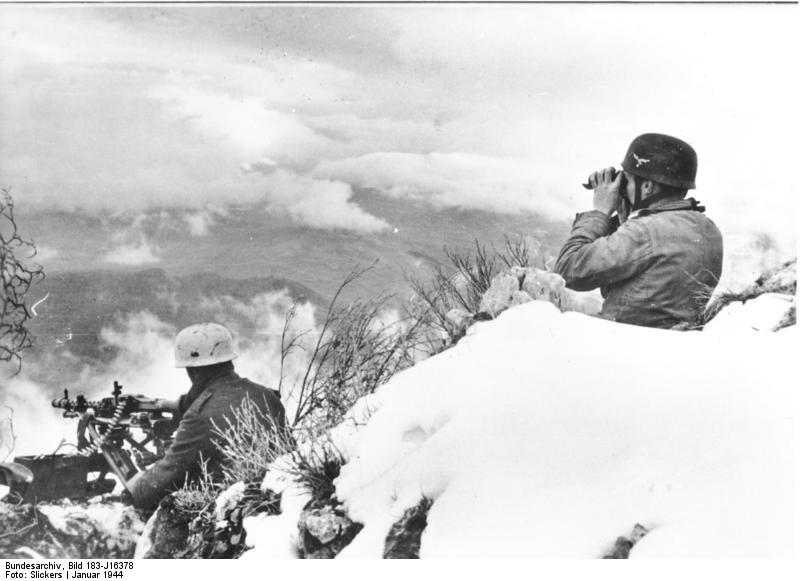
La 4ª Fallschirmjäger in Italia nel gennaio 1944

La 4. Fallschirmjäger-Division (4ª divisione paracadutisti) fu un'unità della Luftwaffe (l'aeronautica militare tedesca) attiva, dal novembre 1943, durante la seconda guerra mondiale. Formata a Venezia con l'apporto anche di paracadutisti italiani, combatté gli Alleati ad Anzio e nella penisola italiana fino alla resa, avvenuta nel maggio 1945 mentre era schierata tra Vicenza e Bolzano.

## Storia
La formazione venne costituita a Venezia il 5 novembre 1943 da elementi del I battaglione del 2º reggimento paracadutisti, del II battaglione del 6º reggimento paracadutisti e dal I battaglione del 1º reggimento aviotrasportato d'assalto (tutti facenti parte della 2. Fallschirmjäger-Division). A dicembre era ancora in via di formazione sotto il gruppo d'armate C.
Fu inviata nel gennaio 1944 a fronteggiare gli Alleati nello sbarco di Anzio in organico al I corpo paracadutisti (anche se il completamento dei ranghi dell'unità si ebbe solo a febbraio) quindi combatté nella penisola ritirandosi nel giugno 1944 prima a Roma, poi a Siena e quindi a Firenze. Ancora in forza al I corpo parà, contrastò l'ottava armata britannica a Rimini in agosto, ma fu costretta ad arretrare e a dicembre proseguiva gli scontri nell'area di Bologna.
Nel marzo 1945 cedette alcune unità andate a formare la 10. Fallschirmjäger-Division ed in aprile ricominciò la ritirata scontrandosi da Ferrara a Verona fino a Bolzano, fino a quando non si arrese, il 2 maggio, mentre era schierata tra quest'ultima città e Vicenza.

## Ordine di battaglia
- Stab (quartier generale)
- Fallschirmjäger-Regiment 10 (10º reggimento paracadutisti)
- Fallschirmjäger-Regiment 11
- Fallschirmjäger-Regiment 12
- Fallschirm-Panzerjäger-Abteilung 4 (4º battaglione paracadutisti anticarro)
- Fallschirm-Artillerie-Regiment 4 (4º reggimento artiglieria dei paracadutisti – non più in organico dal giugno 1944)
- Fallschirm-Flak-Abteilung 4 (4º battaglione antiaereo dei paracadutisti)
- Fallschirm-Pionier-Bataillon 4 (4º battaglione genio paracadutisti)
- Fallschirm-Luftnachrichten-Abteilung 4 (4º battaglione comunicazioni aeree dei paracadutisti)
- Fallschirm-Sanitäts-Abteilung 4 (4º battaglione sanitario dei paracadutisti)

In seguito si aggiunsero:
- Fallschirm-Granatwerfer-Bataillon 4 (4º battaglione lanciagranate dei paracadutisti)
- Fallschirm-Feldersatz Bataillon 4 (4º battaglione rimpiazzi paracadutisti)

DATI TRATTI DA feldgrau.com.

## Comandanti
Generalleutnant Heinrich Trettner, dal 4 ottobre 1943 all'8 maggio 1945.